# Фи Возничего
Фи Возничего (лат. φ Aurigae), 24 Возничего (лат. 24 Aurigae), HD 35620 — кратная звезда в созвездии Возничего на расстоянии приблизительно 482 световых лет (около 148 парсеков) от Солнца.

## Характеристики
Первый компонент — оранжевый гигант спектрального класса K3IIIFe1. Видимая звёздная величина звезды — +5,059m. Радиус — около 35,06 солнечных, светимость — около 353,539 солнечных. Эффективная температура — около 4227 К.
Второй компонент удалён на 20,6 угловых секунды. Видимая звёздная величина звезды — +14,6m.
Третий компонент (Cl Stock 8 8) — жёлтая звезда спектрального класса G. Видимая звёздная величина звезды — +10,7m. Радиус — около 1,07 солнечного, светимость — около 0,937 солнечной. Эффективная температура — около 5490 К. Удалён на 61,3 угловых секунды.
Четвёртый компонент (HD 35633) — бело-голубая звезда спектрального класса B0,5IV. Видимая звёздная величина звезды — +8,6m. Радиус — около 46,13 солнечных, светимость — около 4717,917 солнечных. Эффективная температура — около 7043 К. Удалён на 206,8 угловых секунды.